# Bistum Oria
Das Bistum Oria (lat.: Dioecesis Uritana, ital.: Diocesi di Oria) ist eine in Italien gelegene römisch-katholische Diözese mit Sitz in Oria.

## Geschichte
Das Bistum Oria wurde am 8. Mai 1591 durch Papst Gregor XIV. mit der Apostolischen Konstitution Regiminis Universae Ecclesiae errichtet und dem Erzbistum Tarent als Suffraganbistum unterstellt.

## Weblinks

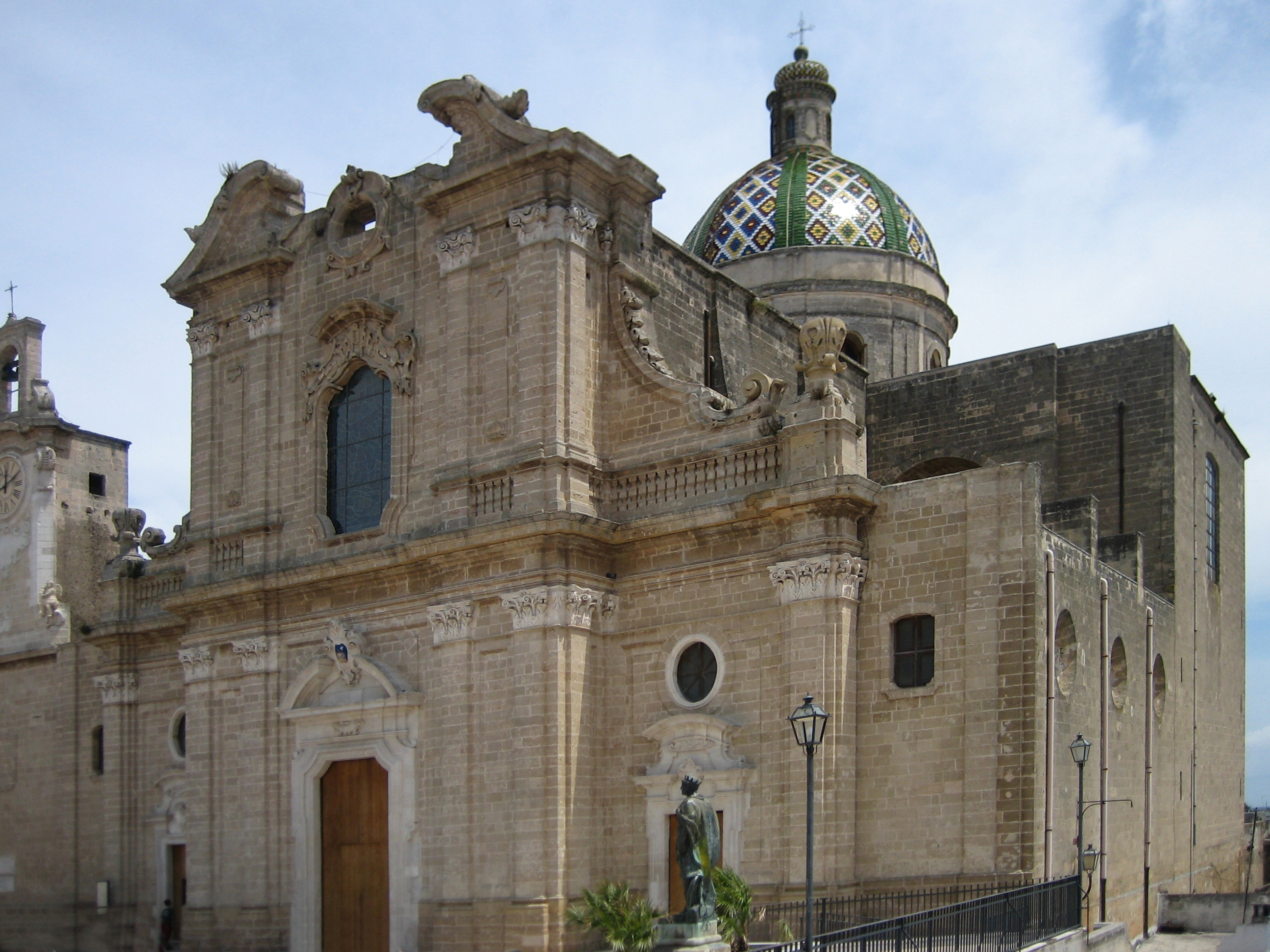
Kathedrale Maria Santissima Assunta in Cielo in Oria